# Форд, Гордон Онслоу
Гордон Онслоу Форд (англ. Gordon Onslow Ford; 26 декабря 1912 — 9 ноября 2003) — английский художник.

## Биография
Родился в семье художников. Его дедушка, Эдвард Онслоу-Форд, был известным скульптором. В 11 лет начал рисовать пейзажи под руководством своего дяди. В 14 лет потерял отца. Учился в Королевском Морском Колледже в Дартмуте. Во время службы на флоте несколько раз посещал Париж. В 1937 году переехал в Париж, чтобы серьёзно заниматься живописью. Учился у Андре Лота и посещал мастерскую Фернана Леже. В 1938 году присоединился к группе парижских сюрреалистов и стал посещать их собрания. Летом 1939 года Онслоу-Форд арендовал замок на границе со Швейцарией, куда приглашал своих друзей сюрреалистов. По приглашению Общества сохранения европейской культуры переехал в Нью-Йорк, где присоединился к группе сюрреалистов. Читал лекции в Новой школе социальных исследований. На одной из лекций он познакомился с писательницей Жаклин Джонсон. Они поженились в 1941 году и переехали в Мексику. В 1947 году Онслоу-Форд вместе с женой переехал в Сан-Франциско. В последние десятилетия жизни художника его выставки успешно проходили в США, Германии, Чили, Испании и других странах.